# Stephanie Herela
Helen Stephanie Herela Limpias (Santa Cruz de la Sierra, Bolivia; 13 de agosto de 1989) es una actriz y modelo boliviana.

## Biografía
Herela nació el 13 de agosto de 1989 en la ciudad de Santa Cruz de la Sierra. Es hija de Richard Herela González y de María René Limpias.
En el año 2014 participó en el concurso de belleza de Miss Bolivian Tropic. Ese mismo año fue nombrada reina de la agrupación carnavalera "Jasayé" en el carnaval del Departamento de Santa Cruz.
El año 2015, Herela participó del programa de baile Bailando por un Sueño en la cadena televisiva Red Uno.

### Cine
En el año 2016, a sus 27 años, participó en la película boliviana "Mi prima, la sexóloga" interpretando al papel de "Malena", quien era una sexi y controvertida sexóloga. La película se estrenó el 21 de julio de 2016.

### Modelo publicitaria
En septiembre de 2016, Herela protagonizó una polémica campaña publicitaria de la empresa de muebles "CORIMEXO" en donde aparece completamente desnuda frente a las cámaras. Esta campaña publicitaria tuvo repercusión nacional en Bolivia y generó varias críticas contra Herela.

## Vida personal

### Acusación legal por secuestro
El 28 de octubre de 2012, la policía boliviana, arrestó a Stephanie Herela y a su padre Richard Herela, ambos acusados del secuestro a la ex senadora Ana María Flores Sanzetenea, quien fue candidata en las elecciones presidenciales de Bolivia de 2009, y socia comercial de Richard Herela. 
La acusación planteaba la existencia de una relación de los Herela con 3 ciudadanos colombianos supuestamente involucrados con las FARC, además de tener negocios con el narcotráfico. Según la hipótesis policial inicial, uno de los colombianos era el novio de Stephanie Herela.
El caso fue puesto en duda por las relaciones comerciales de los implicados. Los hitos más importantes en la carrera de Herela han sido posteriores a este evento.

### Polémica
Durante la pandemia por la Covid-19, la modelo realizó un video del "concurso de pobreza", en dicho video ella invitaba a las personas a subir videos de su situación social y económica, y luego de entre todos los videos ella elegiría 5 ganadores y cada uno recibiría Bs 300 ($us 43). En el vídeo mencionó también que era un concurso de 
Dios y animaba a seguir el #StephanieHerelaChallenge. Algunas horas después, su video resultó fuertemente repudiado en las redes sociales por hacer de la situación de pobreza un concurso para ganar seguidores para sus cuentas de Facebook e Instagram. Ya en marzo de ese mismo año, Herela había manifestado que la pandemia es un castigo divino de Dios y acusó a los bolivianos de ser ignorantes y que por ello tendría que haber Estado de sitio en Bolivia.